# توکانچه گلوسیاه
توکانچه گلوسیاه (نام علمی: Aulacorhynchus atrogularis) نام یک گونه از سرده توکانچه سبز است.